# Движение Сопротивления на Крите

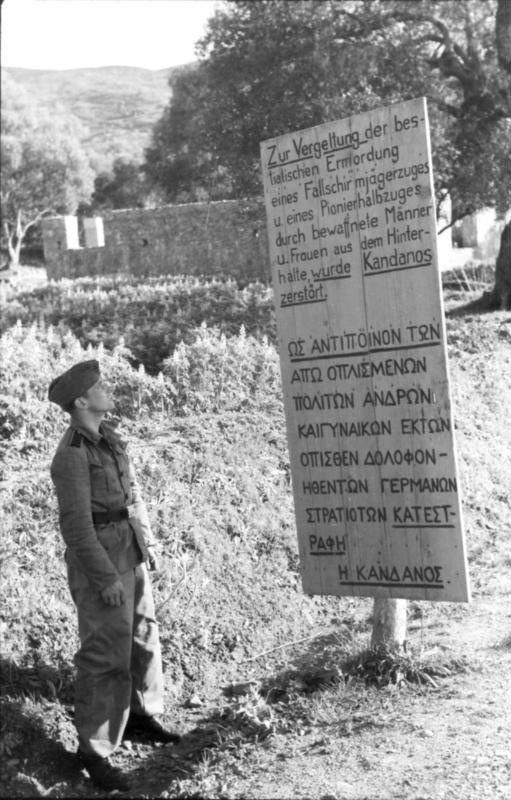
Предупреждающий плакат, установленный после разрушения Канданос, 1941.

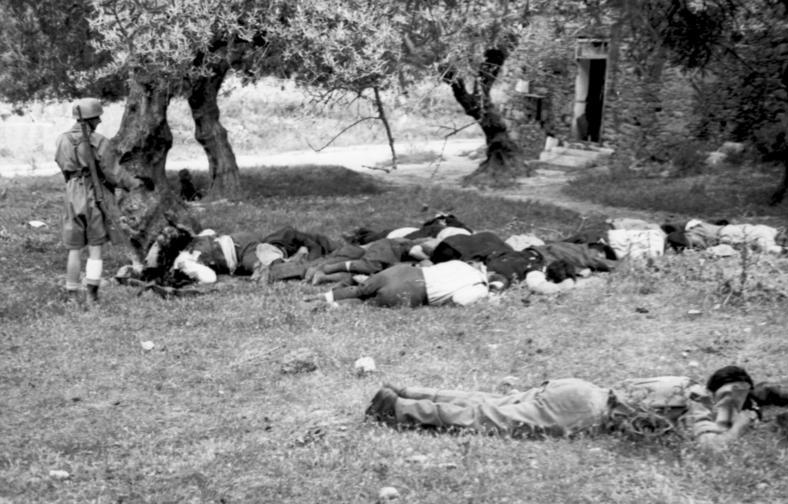
Расстрел в Кондомари, Крит, греческих гражданских лиц немецкими парашютистами в 1941.

Критское сопротивление (греч. Κρητική Αντίσταση) — движение Сопротивления против Нацистской Германии, организованное жителями греческого острова Крит во время Второй мировой войны. Длилось с 20 мая 1941 года, когда немецкие вооруженные силы вторглись на остров во время Критской операции, и до конца войны. Чейз Брэндон, который проработал больше 25 лет в ЦРУ, считал, что критское сопротивление «вошло в летопись военной истории как самый важный и успешный военный мятеж, совершённый когда-либо».
Группы повстанцев Сопротивления стали формироваться на Крите вскоре после захвата острова немцами. Они нападали на немецких парашютистов с ножами, топорами, косами, в результате захватчикам был нанесён значительный ущерб.
В критском сопротивлении фигурировали: Патрик Ли Фермор, Георгиос Психоунтакис, Георгиос Петракогеоргис, Манолис Бандовас, Антонис Григоракис, Костис Петракис, Джон Льюис, Том Данбэбин, Сэнди Рендель, Джон Хаузман, Хан Филдинг, Ральф Стокбридж и Билл Стэнли Мосс. Важной победой движение стало похищение командующего немецкими войсками на Крите генерала Генриха Крайпе 26 апреля 1944 года.
Критское население заплатило высокую цену за поддержку сопротивления: немецкие оккупанты совершали зверские нападения на местных гражданских лиц. Были уничтожены жители приблизительно 20 деревень, расположенных в областях восточнее Вьянос и западных областей Иерапетры, разрушены деревни Аногия и Канданос (в последнем были убиты 180 жителей), уничтожено всё мужское население Кондомари. 3471 житель Крита был убит во время этих репрессий.

## В кино
В 2005 году был снят документальный фильм «11-й день: Крит в 1941», в котором рассказывается о событиях критского сопротивления.